# Leptokaryá (ort i Grekland, Mellersta Makedonien, Nomós Péllis)
Leptokaryá är en ort i Grekland.   Den ligger i prefekturen Nomós Péllis och regionen Mellersta Makedonien, i den norra delen av landet, 300 km norr om huvudstaden Aten. Leptokaryá ligger 181 meter över havet och antalet invånare är 204.
Terrängen runt Leptokaryá är platt åt sydost, men åt nordväst är den kuperad.Runt Leptokaryá är det ganska tätbefolkat, med 67 invånare per kvadratkilometer. Närmaste större samhälle är Giannitsá, 9,0 km sydväst om Leptokaryá. Trakten runt Leptokaryá består till största delen av jordbruksmark.